# August Thomsen (kemiker)
 For alternative betydninger, se August Thomsen. (Se også artikler, som begynder med August Thomsen)
Carl August Thomsen (født 30. december 1834, død 25. september 1894) var en dansk kemiker og professor i kemi på Polyteknisk Læreanstalt. Han var bror til Julius Thomsen.
Thomsen tog polyteknisk eksamen i 1858, studerade derefter i udlandet. Han var perioden 1860–1863 Justermester i Hertugdømmet Slesvig, og i 1863 blev han ansat som assistent ved Den Kgl. Veterinær- og Landbohøjskoles kemiske laboratorium. I 1871 blev han docent i teknisk kemi ved Polyteknisk Læreanstalt, og kort før sin død blev han udnævnt til professor i samme fag.
Sammen med sin bror Julius grundlagde han Tidsskrift for Fysik og Kemi i 1862, og de udgav sammen tidsskriftet sammen til Augusts død. 